# TeleRadyo Serbisyo
TeleRadyo Serbisyo est une chaîne de télévision payante et numérique terrestre philippine appartenant à ABS-CBN Corporation et Prime Media Holdings.